# Federal Correctional Institution Ray Brook
Die Federal Correctional Institution, Ray Brook (FCI Ray Brook) in Ray Brook,  New York, ist ein US-amerikanisches Bundesgefängnis der mittleren Sicherheitsstufe. Betrieben wird es vom Federal Bureau of Prisons.
Es ist zwischen den Ortschaften Lake Placid und Saranac Lake gelegen.

## Geschichte und Kapazität

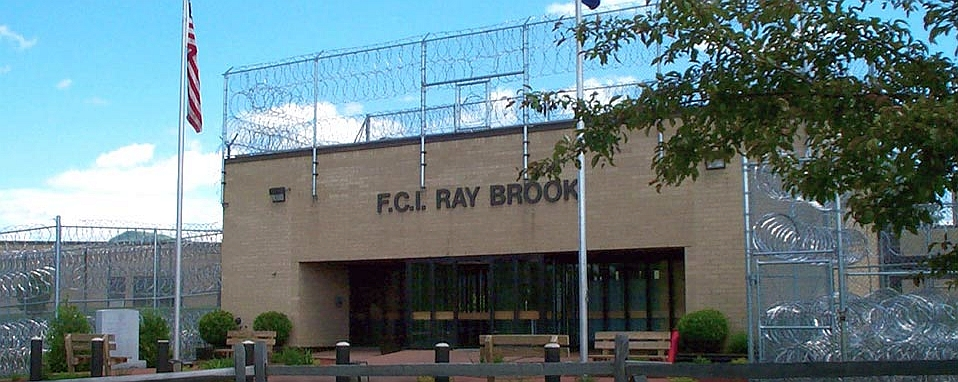
Außenansicht des FCI Ray Brook

Das Gefängnis wurde 1980 nach den Olympischen Winterspielen in Lake Placid in den Gebäuden des Olympischen Dorfes eröffnet.
Direktor des FCI Ray Brook ist seit Juli 2012 Donald Hudson.
Aktuell beherbergt das FCI 912 ausschließlich männliche Insassen (Stand Juli 2022).

## Berühmte Insassen
Von Dezember 2012 bis zum 31. Oktober 2014 war „Big Joe“ Lubrano, ein Caporegime der Lucchese-Familie, in Ray Brook unter anderem wegen bewaffneten Überfalls und illegaler Buchmacherei inhaftiert.
Eduardo Arellano Félix, Finanzchef des Tijuana-Kartells, wurde im Oktober 2008 in Mexiko verhaftet und 2012 in die USA ausgeliefert. Dort wurde er 2013 wegen Drogenhandels und Geldwäsche zu 15 Jahren Gefängnis verurteilt.
Sathajhan Sarachandran wurde zu 26 Jahren Haft verurteilt, da er in New York versuchte, Boden-Luft-Raketen für die Tamil Tigers zu kaufen. Er räumte seine  Schuld 2009 vor Gericht ein.
David Radler, ehemaliger Manager der  kanadischen Ravelston Corporation war, bis September 2008, knapp ein Jahr wegen Betrugs in Ray Brook inhaftiert. Von seiner auf 29 Monate angesetzten Haftstrafe saß er lediglich 10 Monate ab, bevor er nach Kanada ausgeliefert wurde.